# Homosaundersiops haenschi
Homosaundersiops haenschi là một loài ruồi trong họ Tachinidae.